# Ravikamatham
Ravikamatham là một mandal thuộc huyện Visakhapatnam, bang Andhra Pradesh.